# Brescia Calcio
Brescia Calcio, bildad 1911, är en fotbollsklubb från Brescia i Italien. Brescia är tillsammans med Hellas Verona den klubb som har flest säsonger i Serie B. Klubben har gjort 23 säsonger i Serie A. Bästa resultatet kom säsongen 2000/2001 då laget slutade på en 7:e plats, med Roberto Baggio som den stora stjärnan.

## Meriter
- Vinnare Serie B: 1964/65, 1991/1992, 1996/97, 2018/19
- Vinnare Serie C1: 1984/85
- Vinnare Serie C: 1938/39
- Vinnare Anglo-Italienska Cupen: 1993-94

## Spelare

### Truppen 2020/2021
| Nr | Land          | Pos | Namn                    |
| -- | ------------- | --- | ----------------------- |
| 1  | Finland       | MV  | Jesse Joronen           |
| 2  | Australien    | F   | Fran Karačić            |
| 3  | Tjeckien      | F   | Aleš Matějů             |
| 4  | Venezuela     | F   | Jhon Chancellor         |
| 5  | Nederländerna | MF  | Tom van de Looi         |
| 6  | Albanien      | MF  | Emanuele Ndoj           |
| 7  | Slovakien     | A   | Nikolas Špalek          |
| 9  | Italien       | A   | Alfredo Donnarumma      |
| 12 | Slovenien     | MV  | Matic Kotnik            |
| 14 | Italien       | MF  | Massimiliano Mangraviti |
| 15 | Italien       | F   | Andrea Cistana          |
| 16 | Italien       | F   | Andrea Ghezzi           |
| 18 | Finland       | MF  | Simon Skrabb            |
| 19 | Italien       | F   | Alessandro Semprini     |

| Nr | Land      | Pos | Namn                              |
| -- | --------- | --- | --------------------------------- |
| 20 | Frankrike | A   | Florian Ayé                       |
| 21 | Polen     | MF  | Jakub Łabojko                     |
| 23 | Italien   | MF  | Antonino Ragusa (lån från Verona) |
| 24 | Polen     | MF  | Filip Jagiełło (lån från Genoa)   |
| 25 | Italien   | MF  | Dimitri Bisoli                    |
| 26 | Italien   | F   | Bruno Martella                    |
| 28 | Italien   | F   | Nicolò Verzeni                    |
| 29 | Kroatien  | MF  | Marko Pajač                       |
| 30 | Island    | A   | Hólmbert Friðjónsson              |
| 31 | Island    | MF  | Birkir Bjarnason                  |
| 32 | Italien   | F   | Andrea Papetti                    |
| 33 | Italien   | MV  | Lorenzo Andrenacci                |
|    | Serbien   | A   | Nikola Ninković                   |
|    | Italien   | A   | Luca Pandolfi (lån från Turris)   |

### Berömda spelare i klubben genom åren
| Albanien - Igli Tare Brasilien - Matuzalem - Branco Costa Rica - Gilberto Martínez Ghana - Stephen Appiah Italien - Daniele Adani - Alessandro Altobelli - Roberto Baggio - Daniele Bonera - Matteo Brighi - Andrea Caracciolo - Marco Delvecchio - Aimo Diana - Luigi Di Biagio - Cristiano Doni - Dario Hübner - Andrea Pirlo - Davide Possanzini - Alessio Tacchinardi - Luca Toni | Kamerun - Pierre Womé Litauen - Marius Stankevičius Polen - Marek Koźmiński Rumänien - Gheorghe Hagi - Florin Răducioiu Schweiz - Kubilay Türkyilmaz - Johan Vonlanthen Slovakien - Marek Hamšík Sverige - George Mourad - Marko Mitrovic - Alexander Jallow Spanien - Josep Guardiola Österrike - Markus Schopp |

### Pensionerade nummer
10 –  Roberto Baggio, Anfallare, 2000–2004
13 –  Vittorio Mero, Back, 1998–2002